# Gumpert Apollo
Gumpert Apollo — суперкар виробництва Gumpert Sportwagenmanufaktur GmbH, розташованої в Альтенбурзі.

## Історія
У 2000 році Роланд Гумперт запланував створення нового покоління суперкарів. Одна з основних складнощів полягала в тому, щоб машина, готова до гоночних трас, отримала дозвіл для їзди по дорогах загального користування.
У 2001 році Гумперт повернувся до Німеччини після трьох років перебування у Китаї, де керував продажами, маркетингом і розширенням дилерської мережі Volkswagen-Audi. Після повернення до Німеччини також до розробки прототипу суперкара приєднався Роланд Майер. Audi схвалила проект Гумперта і він продовжив розробку суперкара, але як не прототипу, а серійного продукту.
Компанія була заснована в 2004 році як GMG Sportwagenmanufaktur Altenburg GmbH.
Гумперт продовжив розробку Apollo спільно з Мюнхенським технічним університетом та Інгольштадтським університетом прикладних наук. Їхня допомога полягала в конструкторській роботі, комп'ютерному симулюванні та аеродинамічних тестах. За підтримки і допомоги університетів був створений повнорозмірний макет Apollo. Після цього були створені два прототипи.
Виробництво Apollo почалося в жовтні 2005 року.

## Двигуни
Apollo використовує версію двигуна Audi V8 4,2 літра з двома турбокомпресорами, що працює в парі з шестиступінчастою механічною секвентальною коробкою передач і приводом на задні колеса.
Доступні 3 типи двигунів:
- Базова версія — приблизно 650 к.с. (478 кВт; 641 к.с.)
- Спортивна версія — приблизно 700 к.с. (515 кВт; 690 к.с.)
- Гоночна версія — приблизно 800 к.с. (588 кВт; 789 к.с.)

Розгін (для версії з двигуном 650 к.с.):
- 0-100 км / год (62 миль/год): 3,1 секунди
- 0-200 км / год (124 миль/год): 9,1 секунди

Максимальна швидкість: 360,4 км/год (223,9 миль/год).

## Модифікації
- Gumpert Apollo
- Gumpert Apollo Sport
- Gumpert Apollo Basic
- Gumpert Apollo Speed
- Gumpert Apollo S
- Gumpert Apollo Enraged
- Gumpert Apollo R

## Автоспорт
У квітні 2005 року стався спортивний дебют Apollo в гонках «Divinol Cup» під керуванням бельгійського пілота Рубена Меса, який зайняв тоді третє місце на Гоккенгаймрингу. Три роки по тому спеціально побудована гібридна версія Apollo взяла участь в гонці «24 години Нюрбургрингу» під керуванням Дірка Мюллера і Гайнца-Гаральда Френтцена. 27 липня 2008 Apollo взяв участь у телешоу «Top Gear», де зайняв перше місце в таблиці спорткарів з часом проходження траси 1 хвилина 17,1 секунди (швидше ніж Bugatti Veyron 16.4, Koenigsegg CCX і Ascari A10).

## Галерея

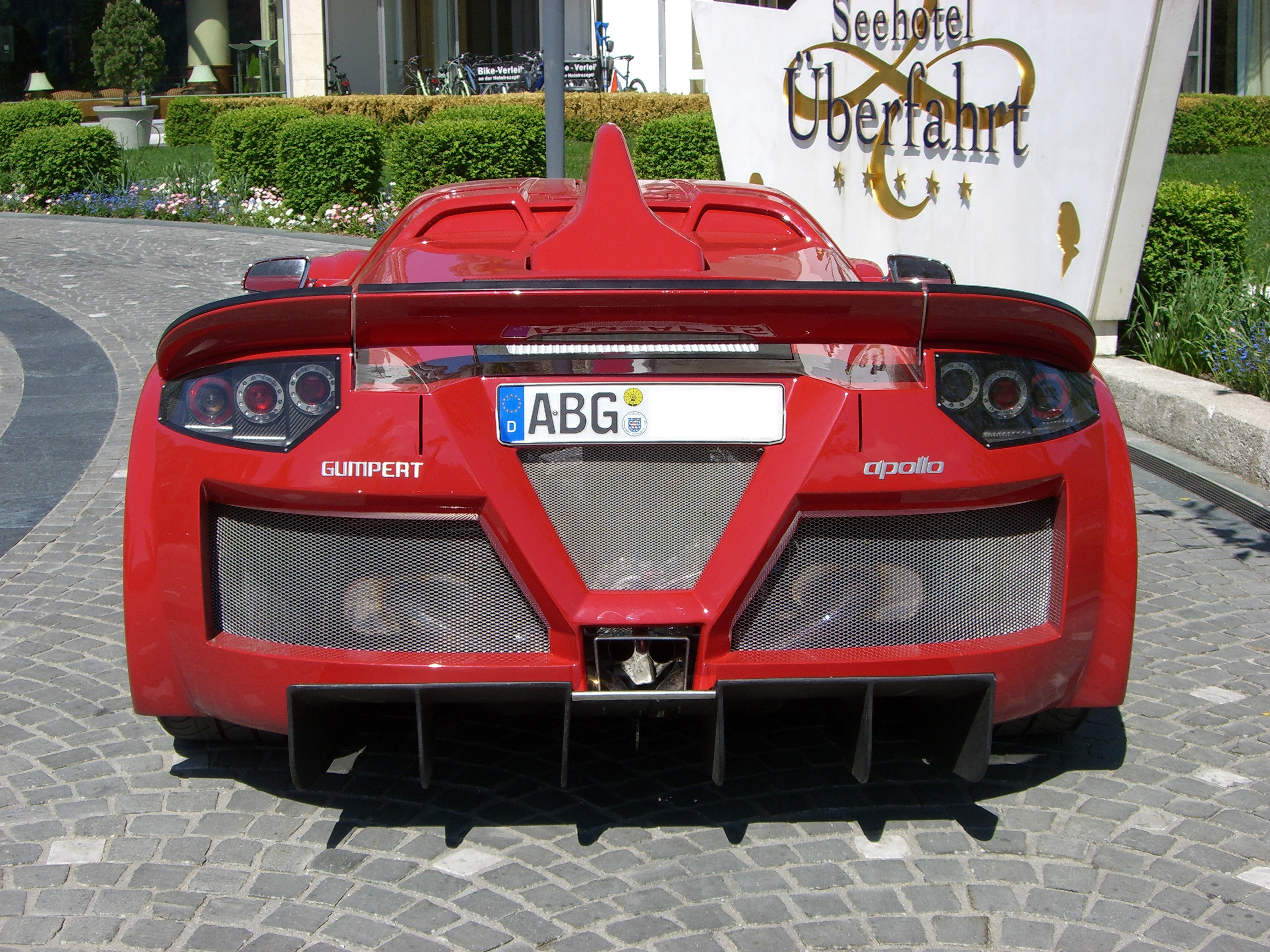
Вид ззаду
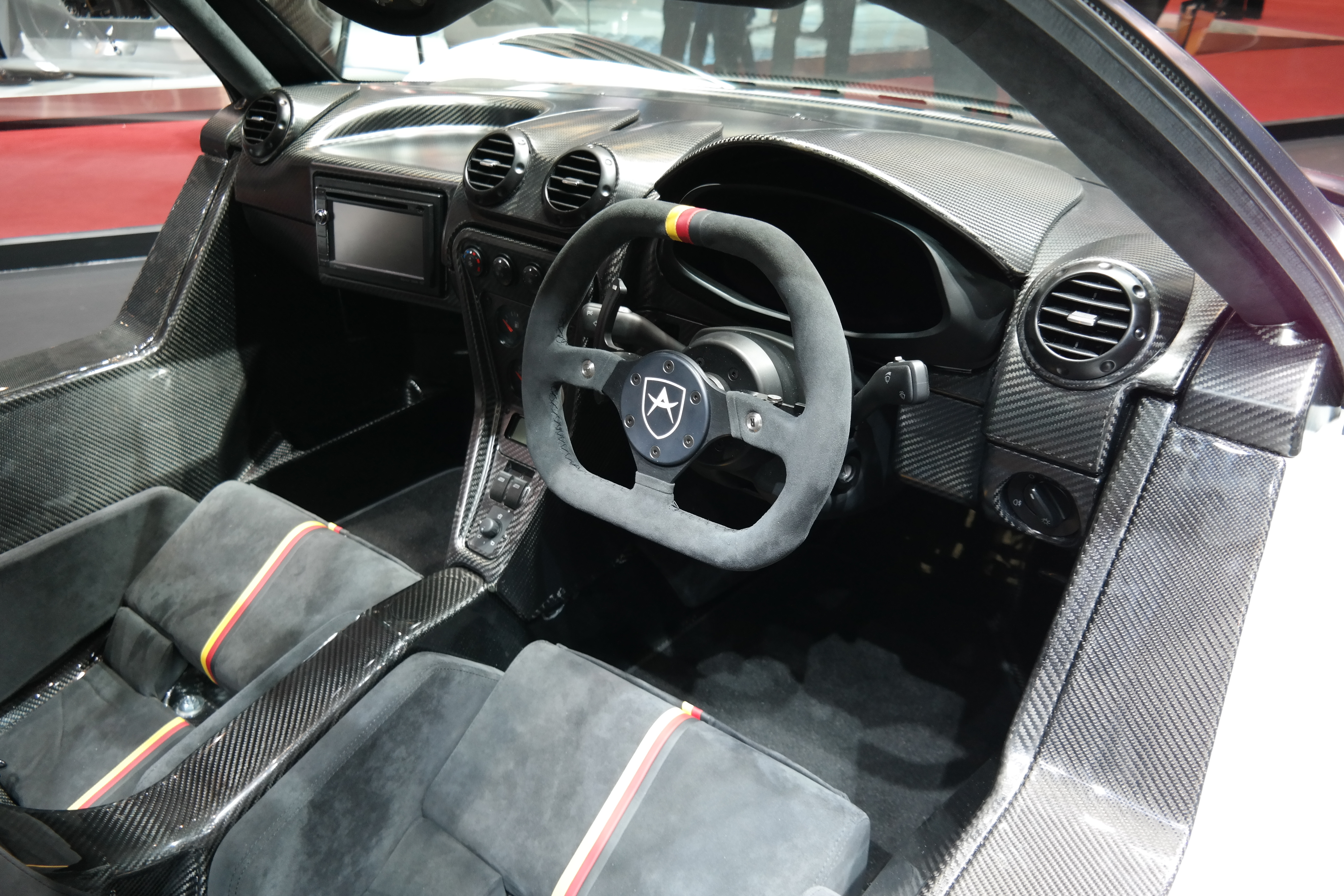
Інтер'єр
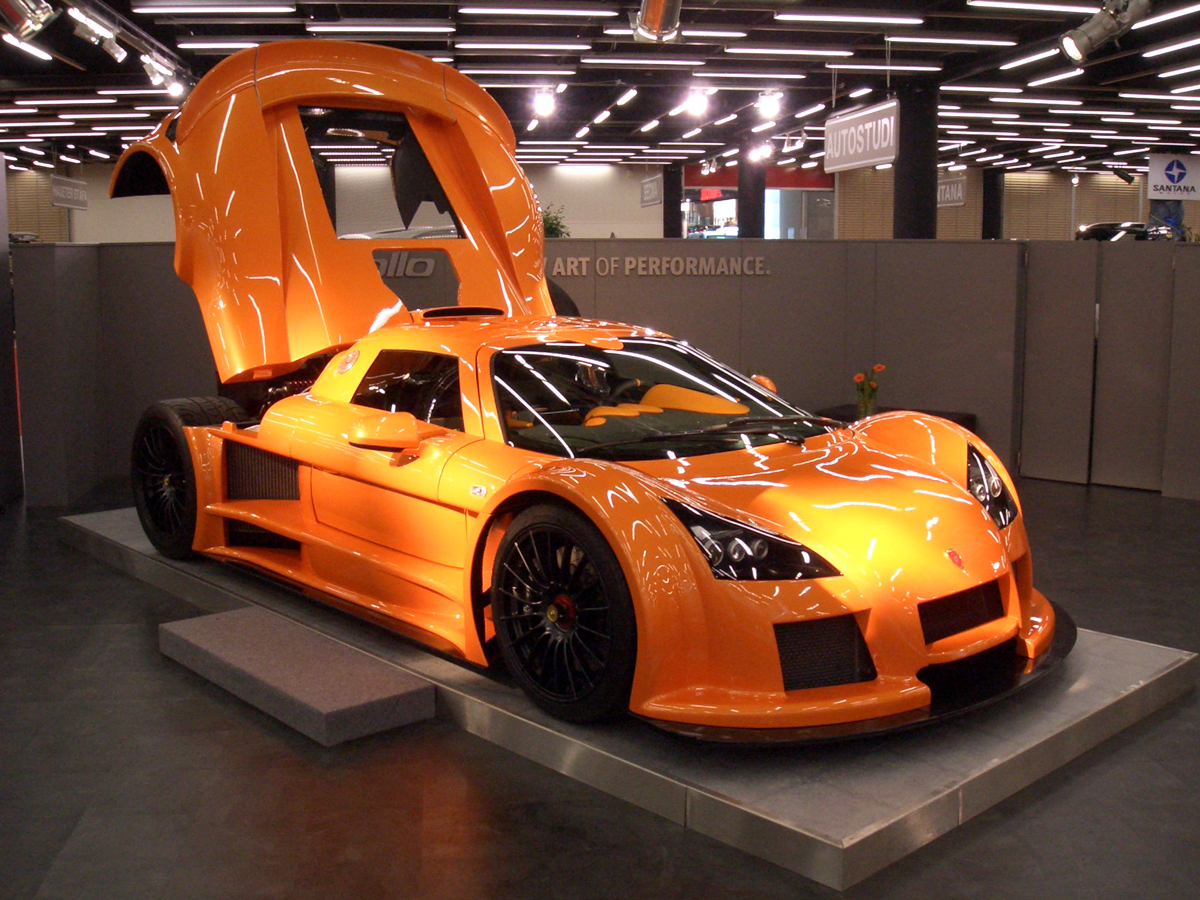
Gumpert Apollo на Женевському автосалоні 2006 року